# Louis de Nassau
Pour les articles homonymes, voir Louis de Luxembourg (1986).
Louis de Nassau  (10 janvier 1538 - 14 avril 1574 à Mook en Middelaar) était le troisième fils de Guillaume Ier de Nassau et de Juliana de Stolberg et le jeune frère du prince Guillaume Ier d'Orange-Nassau.

## Biographie
Louis fut un personnage-clé de la révolte des Pays-Bas contre la couronne d'Espagne et était, contrairement à son frère Guillaume, un calviniste convaincu. En 1569, Guillaume le nomma gouverneur de la principauté d'Orange. Il fut tué en 1574 à la bataille de Mook avec son frère Henri.

## Galerie

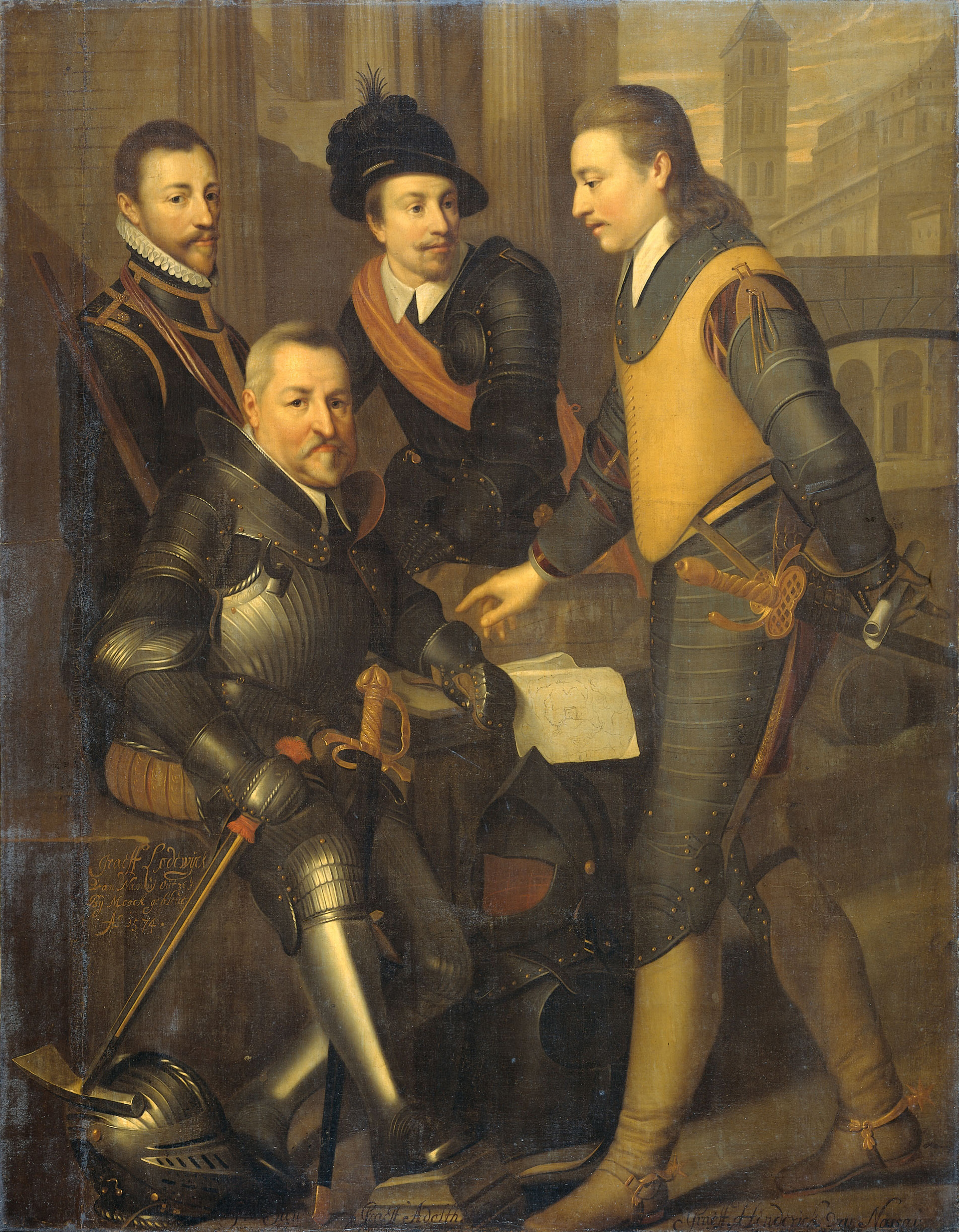
Louis (à gauche) avec ses frères Jean (assis), Adolphe, et Henri.
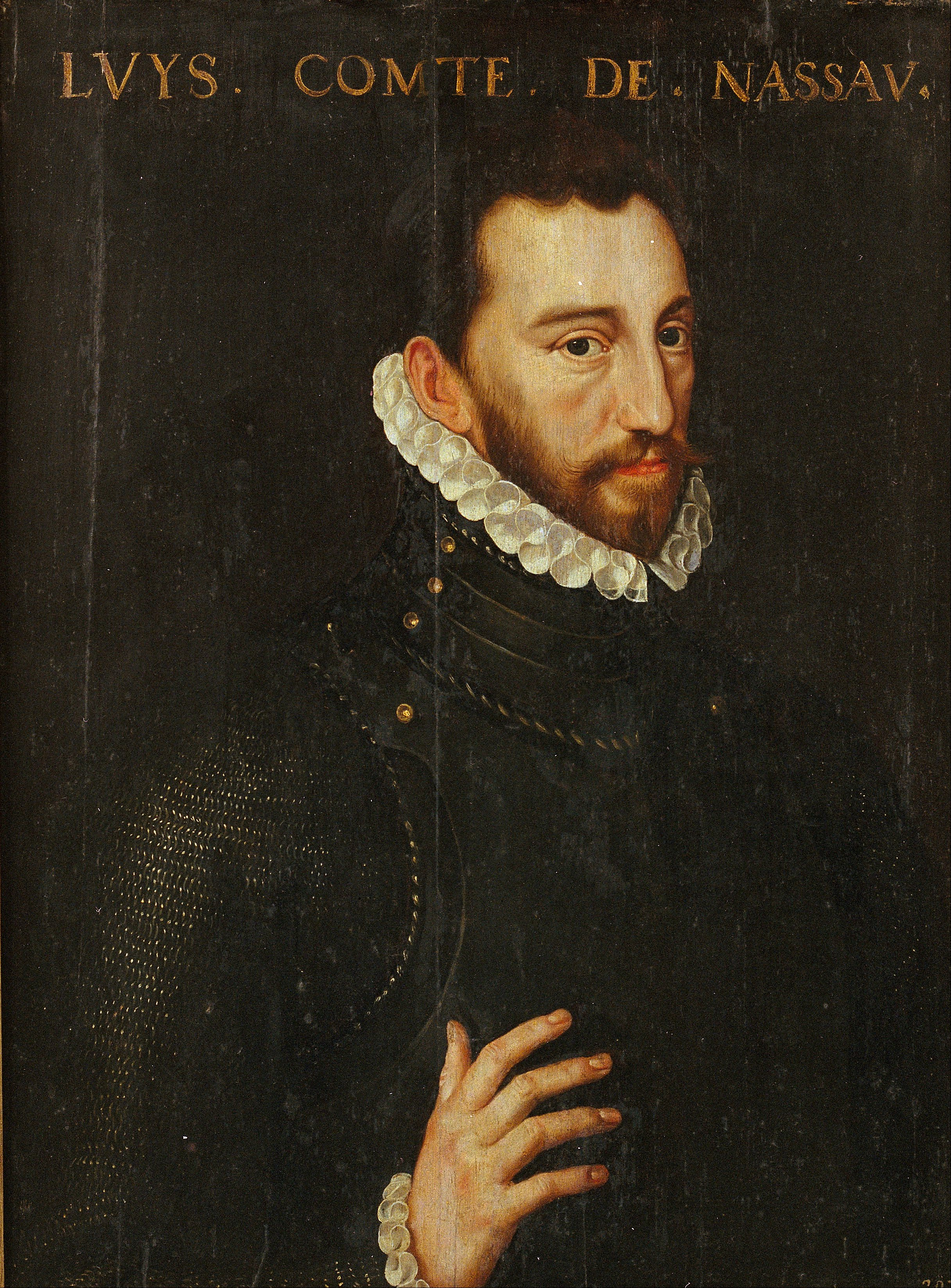
Louis de Nassau, Adriaen Thomasz Key, 1570-1574.